# Ruta Estatal de Nevada 362
La Ruta Estatal de Nevada 362, y abreviada SR 362 (en inglés: Nevada State Route 362) es una carretera estatal estadounidense ubicada en el estado de Nevada. La carretera inicia en el Sur desde la US 95     en Hawthorne hacia el Norte en la US 95     en Hawthorne. La carretera tiene una longitud de 2,1 km (1.297 mi).

## Mantenimiento
Al igual que las autopistas interestatales, y las rutas federales y el resto de carreteras estatales, la Ruta Estatal de Nevada 362 es administrada y mantenida por el Departamento de Transporte de Nevada por sus siglas en inglés Nevada DOT.